# Bogorame
Bogorame is een bestuurslaag in het regentschap Rembang van de provincie Midden-Java, Indonesië. Bogorame telt 1209 inwoners (volkstelling 2010).